# Черкез, Михаил
Михаил Христодуло Черкез (рум. Mihail Cristodulo Cerchez; 8 июня 1839, Бырлад, Молдавское княжество, — 12 июля 1885, Яссы, Румыния) — румынский генерал, участник войны за независимость Румынии

## Биография
Армянин по национальности, Михаил Черкез командовал румынской армией в войне за независимость Румынии и одержал ряд побед. В битве при Плевене, разбив турок, пленил командующего турецкой армией генерала Нури-Гази Осман-пашу, который, сдавшись, отдал Михаилу Черкезу свой меч.

## Память
- Имя «Генерал Михаил Черкез» носит 85-й батальон материально-технического обеспечения Вооруженных Сил Румынии (Batalionul 85 Logistic «General Mihail Cerchez»).
- В фильме «За родину»[рум.] 1977 года его роль сыграл Мирча Албулеску.